# Ceratocanthus bicinctoides
Ceratocanthus bicinctoides är en skalbaggsart som beskrevs av Renaud Maurice Adrien Paulian 1982. Ceratocanthus bicinctoides ingår i släktet Ceratocanthus och familjen Hybosoridae. Inga underarter finns listade i Catalogue of Life.